# Грифер
Гри́фер (жарг., англ. griefer от grief «горе») — в компьютерных играх термин обозначает игрока, который портит другим игровой процесс без всякой пользы для себя и других игроков. Такое поведение (гри́ферство, англ. griefing) включает в себя любые способы расстроить других игроков, домогательство и другие действия. Явление типично для онлайн-игр и может проявляться в убийстве игровых персонажей, ограничении доступа к ресурсам в игре, троллинге в игровом чате и тому подобном. Гриферство отличается от обычного соревнования между игроками тем, что гриферы своими действиями получают только садистское удовлетворение.

## Описание
Частью мотивации игроков в онлайн-играх является аспект повышения способностей игрового персонажа, что позволяет ему иметь бо́льшую свободу, побеждать более сильных противников и так далее. В этом же ключе формируется соревновательный фактор — насколько игроки преуспевают по сравнению с другими, персонажи которых живут в том же игровом мире. Однако появляющаяся разница в способностях новичков и опытных игроков приводит к тому, что у последних может появиться возможность как легко убивать персонажей первых, так и обманывать их различными способами. Помимо массового преследования и уничтожения слабых противников, гриферы могут поджидать появляющихся игровых персонажей в точках перерождения (например, возле места гибели) и убивать только-только появившихся слабых противников. Другой пример: если игровые персонажи могут заражаться чумой и распространять её, то гриферы могут специально заболевать ею и приносить в места массового скопления игроков, чтобы заразить и их. Гриферство может нести и организованный массовый характер, когда им занимаются группы игроков.
Гриферы могут действовать на других игроков различными способами. Например, они могут бежать за игровыми персонажами и выкрикивать оскорбления, раздражать, провоцировать или троллить. В некоторых случаях грифер может помогать новичку, сопровождая его в области, где присутствуют более сильные противники, но после этого бросить его, и новичок будет вынужден выживать самостоятельно.
В некоторых случаях гриферство как явление оказывается в серой зоне. Например, в Eve Online известен случай, когда группа игроков собралась уничтожить одну из организаций в игровом мире, состоящую из других игроков. Члены группы в течение более чем целого года внедрялись в организацию, завоёвывая доверие её участников, а затем ограбили её и уничтожили флагманские корабли сообщества. Нанесённый ущерб оценивался в тысячах фунтов стерлингов и годах, потраченных в игре на накопление ресурсов и постройку кораблей. В результате реакция нейтральных игроков была неоднозначной — одни восхищались тактикой и игровым процессом Eve Online, другие посчитали такие действия неприемлемыми. Подобные случаи возникали и в других играх, например, в World of Warcraft.
По оценке Стивена Дэвиса (англ. Stephen Davis), представляющего компанию IT GlobalSecure, занимающуюся кибербезопасностью онлайн-игр, около 25 % обращений пользователей в службу поддержки связано с гриферами. Активность гриферов может повлиять на успех игры, сделав её убыточной.

## Предотвращение гриферства
Предотвращением гриферства могут заниматься как внутриигровые сообщества, так и разработчики, встраивающие в игры препятствующие ему механизмы. В первом случае игроки могут запоминать гриферов (записывать их в «чёрный список») и бороться с ними внутриигровыми способами. Во втором случае разработчики могут предоставить игрокам возможность выбирать каналы общения с другими игроками, ограничивать распространение вышеупомянутой чумы и так далее. Может применяться и комбинация этих двух подходов, когда разработчики помогают сообществу и создают ему инструменты для борьбы с гриферами: введение очков репутации, списков друзей, клановых сообществ и другие. Инструменты могут быть ориентированы, например, на снижение анонимности в игре, и тем самым гриферам становится сложнее избежать реакции других игроков.
Одним из направлений борьбы с гриферством является создание в игре «самоуправляемых правительств», где разработчики назначают администраторов из числа игроков и далее те определяют развитие сообществ (например, определяют какие-нибудь экономические параметры). Подобное решение часто дешевле для компаний-разработчиков.